# Cauayan (Negros Occidental)
Cauayan è una municipalità di prima classe delle Filippine, situata nella Provincia di Negros Occidental, nella regione di Visayas Occidentale.
Cauayan è formata da 25 baranggay:
- Abaca
- Baclao
- Basak
- Bulata
- Caliling
- Camalanda-an
- Camindangan
- Elihan
- Guiljungan
- Inayawan
- Isio
- Linaon
- Lumbia

- Mambugsay
- Man-Uling
- Masaling
- Molobolo
- Poblacion
- Sura
- Talacdan
- Tambad
- Tiling
- Tomina
- Tuyom
- Yao-yao